# Jan Prusinowski
Jan Prusinowski (ur. w 1818 we wsi Podorożna na Wołyniu, zm. 9 grudnia 1892 w Żytomierzu) – polski zesłaniec, prawnik i pisarz.

## Życiorys
Był synem Adama (zm. ok. 1853), oficera wojsk Księstwa Warszawskiego, który przeniósł się z Poznańskiego na Ukrainę, i Anny z Synhajewskich (zm. 1863). Ukończył szkołę bazylianów w Lubarze na Wołyniu, po czym rozpoczął studia prawnicze na uniwersytecie kijowskim. Jako członek patriotycznej organizacji Stowarzyszenie Ludu Polskiego 1839 przeniesiony dyscyplinarnie na uniwersytet w Kazaniu i po ukończeniu tam studiów prawniczych miał obowiązek pracować przez dziesięć lat w oddalonych guberniach cesarstwa rosyjskiego. W 1843 przebywał w Symbirsku. Ze względów zdrowotnych ostatni rok studiów odbył na uniwersytecie w Moskwie i otrzymał stopień kandydata praw. W 1848 osiadł z rodzicami w Żytomierzu. Mieszkał tam już do końca życia, zajmując stanowisko obrońcy sądowego. Jako prawnik zdobył sobie duże uznanie, a jego dom stanowił ośrodek polskiego życia kulturalnego w Żytomierzu. W latach 1853–1860 należał do najbliższych współpracowników Józefa Ignacego Kraszewskiego w akcjach społecznych w Żytomierzu, a po wyjeździe pisarza prowadził jego interesy majątkowe. Przyjaźń łączyła go również z Apollem Korzeniowskim. Z jego inicjatywy zawiązało się w Żytomierzu Towarzystwo Św. Wincentego à Paulo, które wspierało 30 ubogich uczniów. W 1861 gościł u siebie jadącego na Litwę Władysława Mickiewicza. W 1862 spotkał się z Oskarem Kolbergiem, któremu wręczył rękopis swojego przekładu bajek ukraińskich.
Na początku 1863 roku został aresztowany, zwolniono go jednak szybko z braku dowodów. Publikował własne wiersze (Poezje, 1856), tłumaczenie poezji Puszkina, Lermontowa, Heinego. W czasie zesłania zgromadził szereg opowieści ludowych, które opublikował w polskim przekładzie pt. Z podań ludu i obcej mowy (1856).
Do słów wierszy Prusinowskiego Stanisław Moniuszko ułożył trzy pieśni (Wróżba znachora, O matko moja, Stary hulaka) znajdujące się w V Śpiewniku Domowym, a także pieśni Entuzjasta, Ruta.
Prusinowski ożenił się 2 lutego 1852 z Marią Iwanowską, miał z nią trzy córki: Stefanię, Teresę i Krystynę oraz syna Adama (ur. 1858), adwokata przysięgłego w Żytomierzu. Żona ogłosiła pod kryptonimem Marija P. „Elementarz dla dziatek wiejskich” (wyd. 1862).